# کرانیشفلد
شهر کرانیشفلد (به آلمانی: Kranichfeld) در ایالت تورینگن در کشور آلمان واقع شده‌است.